# Comitatul Dane, Wisconsin
Comitatul Dane, conform originalului, Dane County, este unul din cele 72 de comitate ale statului american Wisconsin, Statele Unite ale Americii. Populația sa estimată în anul 2007 a fost de 476.785 de locuitori .
Sediul comitatului este orașul Madison, care este simultan și capitala statului Wisconsin. Conform United States Census Bureau, Zona metropolitană Madisson include întreg comitatul Dane, precum și comitatele vecine Iowa și Columbia. Comitatul Dane are peste 60 de localități, orașe, orășele, comune și sate.
Comitatul Dane este cel de-al doilea comitat ca număr de locuitori din Wisconsin după Comitatul Milwakee. Corpul de conducere al comitatului se numește Dane County Board of Supervisors.

## Istoric
Comitatul Dane a fost format în 1836 ca un comitat teritorial, parte a Teritoriului Wisconsin. Comitatul Dane a fost numit după Nathan Dane, un delegat din partea statului Massachusetts la Congresul Confederației, care a ajutat la trasarea limitelor teritoriului Wisconsin din Teritoriul de Nord-Vest.

## Demografie

Piramida vârstelor din comitatul Dane (Census 2000).

Conform recensământului din anul 2000, comitatul Dane avea 426.526 de locuitori, 173.484 gospodării și 100.794 familii. 
Densitatea populației: 137/km² și  180.398 unitâți locative, cu o densitate medie de 58/km².
Structura demografică: 88.96% albi, 0.33% amerinidieni, 4% afro-americani, 3.45% asiatici, 0.03% locuitori ai insulelor din Pacific, 1.43% alte grupări etnice, și 1.79% din două sau mai multe grupări etnice.  3.37% din populație: hispanici sau latini. Proveniență :34.4% germani, 11.5% norvegieni, 8.9% irlandezi și 6.0% englezi.
173.484 gospodării: 29%  familii cu copii sub 18 ani, 47.10% familii căsătorite, 7.90%  femei singure, 41.90% necăsătoriți.
Distribuția populației comitatului după vârstă: 22.60% sub 18 ani, 14.30% între 18-24, 32.50%  între 25-44, 21.30% între 45-64, și 9.30% de 65 de ani sau mai în vârstă. Vârsta medie era de 33 ani.
Evoluția demografică:
| 1900   | 1910   | 1920   | 1930    | 1940    | 1950    | 1960    | 1970    | 1980    | 1990    | 2000    |
| ------ | ------ | ------ | ------- | ------- | ------- | ------- | ------- | ------- | ------- | ------- |
| 69.435 | 77.435 | 89.432 | 112.737 | 130.660 | 169.357 | 222.095 | 290.272 | 323.545 | 367.085 | 426.526 |

## Geografie
Conform datelor furnizate de United States Census Bureau, comitatul are o suprafață totală de 3.207 km², dintre care 3.113 km² este uscat (97.06%),  și 94 km² apă (2.94%).

### Comitatele învecinate
- Comitatul Columbia - nord
- Comitatul Dodge - nord-est
- Comitatul Jefferson - est
- Comitatul Rock - sud-est
- Comitatul Green - sud
- Comitatul Iowa - vest
- Comitatul Sauk - nord-vest

### Drumuri importante
- Interstate 39
- Interstate 90
- Interstate 94
- U.S. Highway 12
- U.S. Highway 14
- U.S. Highway 18
- U.S. Highway 51
- U.S. Highway 151
- Highway 19 (Wisconsin)
- Highway 30 (Wisconsin)
- Highway 69 (Wisconsin)
- Highway 73 (Wisconsin)
- Highway 78 (Wisconsin)
- Highway 89 (Wisconsin)
- Highway 92 (Wisconsin)
- Highway 104 (Wisconsin)
- Highway 106 (Wisconsin)
- Highway 113 (Wisconsin)
- Highway 134 (Wisconsin)
- Highway 138 (Wisconsin)
- Highway 188 (Wisconsin)

### Orașe și sate

#### Orașe
- Fitchburg
- Madison
- Middleton
- Monona
- Stoughton
- Sun Prairie
- Verona

#### Sate
- Belleville
- Black Earth
- Blue Mounds
- Brooklyn
- Cambridge
- Cottage Grove
- Cross Plains
- Dane
- Deerfield
- DeForest
- Maple Bluff
- Marshall
- Mazomanie
- McFarland
- Mount Horeb
- Oregon
- Rockdale
- Shorewood Hills
- Waunakee

#### Orășele
- Albion
- Berry
- Black Earth
- Blooming Grove
- Blue Mounds
- Bristol
- Burke
- Christiana
- Cottage Grove
- Cross Plains
- Dane
- Deerfield
- Dunkirk
- Dunn
- Madison
- Mazomanie
- Medina
- Middleton
- Montrose
- Oregon
- Perry
- Pleasant Springs
- Primrose
- Roxbury
- Rutland
- Springdale
- Springfield
- Sun Prairie
- Vermont
- Verona
- Vienna
- Westport
- Windsor
- York

### Locuri desemnate de Biroul Recensământului SUA
- Windsor (CDP)

### Comunități fără personalitate juridică
- Albion
- Ashton Corners
- Basco
- Daleyville
- Deansville
- East Bristol
- Forward
- Hope
- Kegonsa
- London
- Martinsville
- Marxville
- Montrose
- Morrisonville
- Mt. Vernon
- Nora
- North Bristol
- Norway Grove
- Paoli
- Pine Bluff
- Primrose
- Roxbury
- Rutland
- Springfield Corners
- Token Creek
- Utica
- Windsor

## Demografie
|  | Graficele sunt indisponibile din cauza unor probleme tehnice. Mai multe informații se găsesc la Phabricator și la wiki-ul MediaWiki. |

Date: Wikidata - grafică realizată de Wikipedia